# 傷鰭魚
傷鰭魚（学名：Plagopterus argentissimus）是輻鰭魚綱鯉形目鯉科的其中一個種，是傷鰭魚屬中的唯一一種。僅分佈在分布於北美洲美國猶他州、內華達州及亞利桑納州的維琴河（Virgin River）內，本魚體細長，頭部和腹部扁平，唇角有觸鬚，皮膚堅韌，沒有鱗片，體長可達10公分，壽命可達4年，棲息在水流湍急、溫暖、水質混濁的溪流中，屬雜食性，以水生昆蟲、藻類、有機碎屑等為食，因棲地破壞及外來物種入侵，導致族群數量下降。

## 外部連結
- 傷鰭魚的圖片 （页面存档备份，存于）